# Scheuersand
Scheuersand (regional auch Stubensand oder Fägsand (Fegsand)) ist ein feiner, aus Gestein gebrochener bzw. gemahlener Sand, wobei der effektive Bestandteil Quarz darstellt, der zur Reinigung, dem Scheuern der Dielenböden, auch Steinfußböden, -tischen usw. verwendet wurde. In Ländern der Ersten Welt wird er meistens durch chemische Scheuermittel ersetzt.

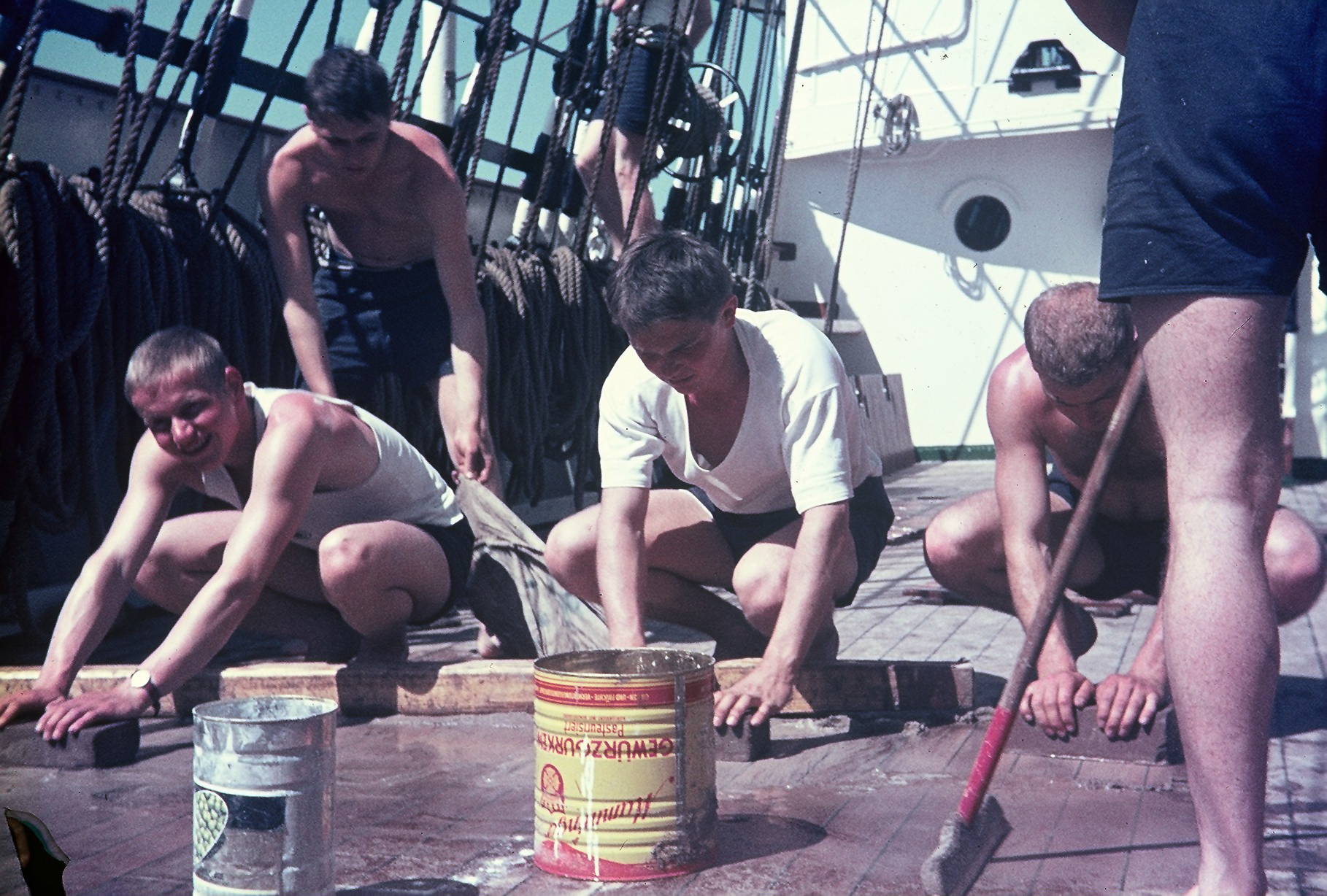
Deckschrubben auf der Gorch Fock mit Scheuersand und Bimsstein

Scheuersand wird entweder aus Flusssand oder durch den Tage- oder Untertage-Abbau von Sandstein gewonnen. Beim Abbau untertage entstehen dadurch teilweise größere Gangsysteme, die vor Einführung von Kühlmaschinen in Franken zu Lager- und Bierkellern ausgebaut wurden. Die württembergische Gemeinde Sternenfels wurde durch die Sandbauern berühmt, die in dem lokal anstehenden Stubensandstein den entsprechenden Rohstoff gewannen. Im Waldgebiet Heers nördlich der Stadt Blankenburg am Harz finden sich ebenfalls ehemalige große ober- und unterirdische Abbaustellen für Scheuersand in Form von Sandhöhlen.
Sandbauern bzw. sogenannte Sandmänner bauten Flusssand oder Sandstein ab – der noch zerkleinert werden musste –, und Reibsandhändler zogen als Wanderhändler durchs Land und verkauften dann den Scheuersand. 
In der Quarzsteinmühle in Waldshut wurde bis um 1910 Quarzsand aus dem Abraum der Mühlsteingrube gewonnen.